# Lví věž
Lví věž (arabsky برج السباع‎) je malá mamelucká vojenská pevnost nacházející se na východním konci přístavu Tripolis v Severním regionu. Byla postavena v období poznamenaném boji s křižáky a později boji s rostoucí Osmanskou říší. Věž byla součástí obranné sítě, která měla chránit Tripolis před námořními hrozbami a představuje výjimečný příklad mamelucké vojenské architektury.
Věž má charakteristickou kolonádu s dekorativním prvkem zvaným ablaq (střídavé pruhy z černého a bílého kamene) a obsahuje horizontálně zabudované žulové římské sloupy, které byly využity jako konstrukční výztuhy. Obranná architektura zahrnuje šikmý základ vytvářející malý talus, což je konstrukční prvek určený k odklonění střel, a střílny. Kromě svého vojenského významu nese Lví věž i estetické prvky mameluckého stylu, jako jsou dekorativní reliéfní prvky a zbytky heraldických symbolů, které odkazují na patrony této stavby.

## Název
Cestovatel orientem Johann Ludwig Burckhardt zaznamenal místní vyprávění, podle kterého byly kdysi na fasádě věže reliéfy dvou lvů, které interpretoval jako odkaz na křižáckou heraldiku Raymonda de Saint-Gilles. Tuto interpretaci později převzal i orientalista Max van Berchem a francouzský historik Jean Sauvaget. Název se stále používá, i když moderní badatelé uznávají lva jako běžný symbol v mamelucké heraldice. Libanonský historik Umar Tadmuri tvrdí, že název Burj es-Sibaa je zkomoleninou jména Barsbáj.

## Historie
V roce 1289 dosáhli Mamlúci konečného vítězství nad křižáky, kteří byli nuceni opustit Tripolis. Útoky křižáků na pobřežní oblasti však pokračovaly. Tyto útoky byly vedeny zejména z Kypru a Rhodu. Mamlúci proto začali s výstavbou obranných věží podél pobřeží u Tripolisu, aby čelili těmto námořním hrozbám. Historikové odhadují, že Lví věž byla postavena buď ve 14. století za vlády sultána Barquqa, nebo v 15. století za sultána Barsbáje. Mamelucký historik Ibn Ijás, který zemřel v roce 1522, potvrzuje, že věž postavil Barsbáj, když byl ná'ibem Tripolisu v 15. století.
Mezi lety 1441 a 1442 byla věž obnovena emírem Julbanem, tehdejším ná'ibem Tripolisu, a později v 2. polovině 15. století sultánem Al-Ašraf Kajtbájem. Kajtbáj v roce 1477 během své cesty do Sýrie věž osobně zkontroloval a zesílil severní obranu proti rostoucí osmanské hrozbě.
Podle oficiálních osmanských záznamů bylo ještě v 17. století šest mameluckých věží v provozu, přičemž každá hostila vojenskou posádku. V té době měla Lví věž třináct strážců.
Dne 22. června 1893 došlo během cvičného manévru u pobřeží Tripolisu poblíž Lví věže ke srážce britských lodí Victoria a Camperdown ze středomořské flotily, což mělo za následek potopení Victorie. Tuto flotilu kromě dvou zmíněných lodí tvořily ještě Dreadnought, Nile, Inflexible a dalších sedm plavidel, které předtím zakotvily v Bejrútu při zdvořilostní návštěvě a následně odpluly do Tripolisu.

## Popis
Obdélníková věž měří 28,5 m na délku a 20,5 m na šířku a je postavena z velkých vápencových kvádrů s rustikovaným povrchem. Má dvě úrovně. Věž je charakteristická portikem s dekorativní kamenickou prací ve stylu ablaq, která kombinuje bílé a černé kamenné bloky, což je typický prvek mamelucké architektury. Portikus je po stranách doplněn dvěma vyčnívajícími římskými žulovými sloupy a přístup k němu dnes zajišťují moderní schody. Portál je orámován dekorativní lištou a nad vchodem se nachází obdélníkový rám, kde byly kdysi umístěny reliéfy lvů, které pravděpodobně inspirovaly i pojmenování věže. Tyto reliéfy však již byly dříve odstraněny.
Zdi věže jsou zesíleny horizontálně uloženými římskými žulovými sloupy. Všechny čtyři vnější zdi jsou opatřeny střílnami, které umožňovaly obráncům střílet na útočníky, zatímco byli chráněni za pevnými kamennými zdmi. Základ věže se směrem dolů rozšiřuje, čímž vytváří malý talus, obranný prvek, který sloužil k odrážení kamenů shazovaných z machikula (otvorů pro obranu) nacházejících se nad ním.
Portikus ústí přímo do zvýšeného přízemí, které tvoří velká hala zabírající celou plochu budovy. Tato hala má šest křížových kleneb opřených o dva centrální podpěrné pilíře a opěráky na zdech. Uprostřed místnosti mezi dvěma pilíři se nachází otvor do cisterny určené k zachytávání dešťové vody, která byla z terasy odváděna keramickými kanálky.
Uvnitř haly byly objeveny stopy maleb a fresek, včetně pásu s nápisy a pěti medailonů s mameluckými znaky. Některé byly černé, jiné měly zářivé barvy. Mezi těmito znaky byl nejvýraznější emblém číšníka, symbol sultána Barquqa.
Uvnitř průčelní zdi vede schodiště na druhé patro, kde se nachází malá místnost, která pravděpodobně sloužila k náboženským účelům díky přítomnosti mihrábu, a velká místnost s osmi hlubokými výklenky s valenými klenbami. Nad hlavním portálem je podlaha opatřena pěti machikuly, které se používaly k vylévání tekutin na útočníky. Schodiště dále vede na terasu, kde se zachovaly fragmenty původních cimbuří a několik machikulů.
Lví věž sdílí významné podobnosti s nádvořím vybudovaným sultánem Kajtbájem u vchodu do citadely v Aleppu. Tyto stavby odpovídají obranné strategii mameluckého sultána proti Osmanům. Francouzský historik Jean Sauvaget poznamenal, že Lví věž svou monumentální velikostí a designem připomíná spíše velké pevnosti Libanonu než menší pobřežní věže. Její monumentální měřítko a četné dekorativní prvky uspořádané s rovnováhou a symetrií, ji přibližují spíše k náboženské nebo občanské architektuře než ke striktně vojenským stavbám.